# Tetraloniella donata
Tetraloniella donata är en biart som först beskrevs av Cresson 1878.  Tetraloniella donata ingår i släktet Tetraloniella och familjen långtungebin. Inga underarter finns listade i Catalogue of Life.